# جرب معمولی سیب‌زمینی
جرب معمولی سیب‌زمینی از بیماری‌های گیاهی است. بیماری باکتریایی جرب سیب زمینی بیشتر در خاک‌های خنثی تا کمی قلیایی و با بافتی شنی و سبک بروز نموده و به‌ویژه در سال‌های خشک اهمیت دارد. باکتری عامل بیماری به چغندر، شلغم، کلم، هویج، بادمجان، پیاز، اسفناج و ترب هم آسیب می‌زند و همچنین می‌تواند سبب مرگ گیاهچه نیز شود. عامل بیماری در خاک‌های آلوده به مدت طولانی باقی می‌ماند و از طریق غده‌های آلوده از یک منطقه به منطقه‌ای دیگر انتشار پیدا می‌کند یا از طریق خاک آلوده، باد، آب آبیاری یا وسایل مکانیکی منتقل می‌شود. ممکن است از سیستم گوارشی جانوران عبور نموده و همراه با فضولات کودی آنها پراکنده شود.
بیماری با ایجاد زخم‌های سطحی بر روی غده‌ها و ریشه‌ها بیشتر از ارزش محصول می‌کاهد و باعث کاسته شدن از میزان محصول نمی‌شود. آلودگی شدید ریشه‌ها ممکن است باعث تقلیل شده و جرب‌های عمیق باعث هدر رفتن محصول به دلیل پوست‌گیری بیشتر شود. آمادگی غده‌های جوان به آلودگی بیشتر از غده‌های مسن است. در ایران این بیماری در اصفهان، همدان، کرج، آذربایجان شرقی و غربی مشاهده شده‌است.

## علایم بیماری
جرب سیب‌زمینی روی غده‌ها دیده می‌شود. در ابتدا لکه‌های کوچک، قهوه‌ای و اندکی برجسته هستند، اما این لکه‌ها وسعت یافته و به هم پیوسته و چوب پنبه‌ای می‌شوند. زخم‌ها به زیر سطح غده توسعه می‌یابد و هنگامی که بافت چوب پنبه‌ای برداشته می‌شود، فرورفتگی‌هایی به عمق ۱ تا ۵ میلی‌متر در غده دیده می‌شود.
حشرات خاکزی ممکن است با حمله به این زخم‌ها آنها را بزرگ‌تر کنند. ارقامی که پوست متمایل به قهوه‌ای با حالت چوب پنبه‌ای ناصاف دارند، به بیماری حساس‌ترند.

## کنترل بیماری
از غده‌های بدون جرب باید در خاک‌های غیرآلوده برای کشت استفاده نمود. از مصرف کودهای تازه حیوانی، خاکستر چوب یا آهک زیاد باید خودداری شود. جرب سیب‌زمینی را اغلب با نگاه داشتن پی‌اچ خاک بین ۵ تا ۳/۵ می‌توان کنترل نمود. درصورتی که خاک خیلی اسیدی باشد، باید پس از سیب زمینی در تناوب، سنگ آهک دولومیتی به خاک افزوده شود.
استفاده از سویا و یونجه در تناوب شدت بیماری جرب را کاهش می‌دهد. تناوب طولانی با استفاده ا ز گیاهان غیر حساس عامل بیماری را در خاک کاهش می‌دهد.
رطوبت پایین خاک برای بیماری جرب مناسب است، بنابراین تنظیم آبیاری درکنترل می‌تواند مؤثر باشد. ضد عفونی بذرها با پنتاکلرو نیتروبنزن (PCNB) یا ترکیب مانب از دیگر راه‌های کنترل بیماری است.
استفاده از گوگرد در خاک نیز سبب کاسته شدن میزان وقوع و شدت بیماری می‌شود.